# Уборкане лања
Уборкане лања (мађ. Uborkáné lánya) је мађарска народна игра која се игра у Мађарској, али је заступљена и у Војводини у етничкој мађарској заједници. Обредног је карактера. Играју је само играчице.

## О игри
Играју само играчице. Ова игра је карактеристична као увод на свечаностима (на свадбама, приликом бербе итд). Плесачице долазе две по две обичним корацима. Ритам даје било која мађарска музика која прати игру. Карактеристично је да игфрачице на раменима носе положене лествице на којим седи девојчица.

## Мађарске игре у Војводини
У Војводини је заступљена етничка шароликост овог дела Србије која подстиче очување традиционалне музике и игре сваке од тих заједница. Преко музике и игре најбоље се исказује различита етничка припадност. Раније су више биле заступљене обредне игре, а данас игре забавног карактера. Неке од ових игара биле су везане за старе обичаје и изводиле су се искључиво у одређеним приликама, са специјалном или мађијском функцијом, али се данас изводе сваком приликом.

### Мађарски фолклорни центар у Војводини
Културна организација Мађарски фолклорни центар у Војводини  основана је 1995. године са идејом да помогне напоре на очувању мађарске народне културе и традиције у Србији. Такође, организација подржава и културу других народа.